# Blanc-Misseron
Blanc-Misseron is een gehucht op de grens van de Franse gemeente Quiévrechain en Crespin in het Noorderdepartement. Het ligt in het noorden van Quiévrechain en deels in het zuiden van Crespin. Minder dan een halve kilometer ten oosten ligt de grens met België.

## Geschiedenis
Tot in de 19de eeuw was de Blanc-Misseron een klein landelijk gehuchtje langs de weg van Valenciennes naar Bergen. Op de 18de-eeuwse Cassinikaart is de plaats aangeduid als Blanc Misseron op de steenweg naar Bergen.

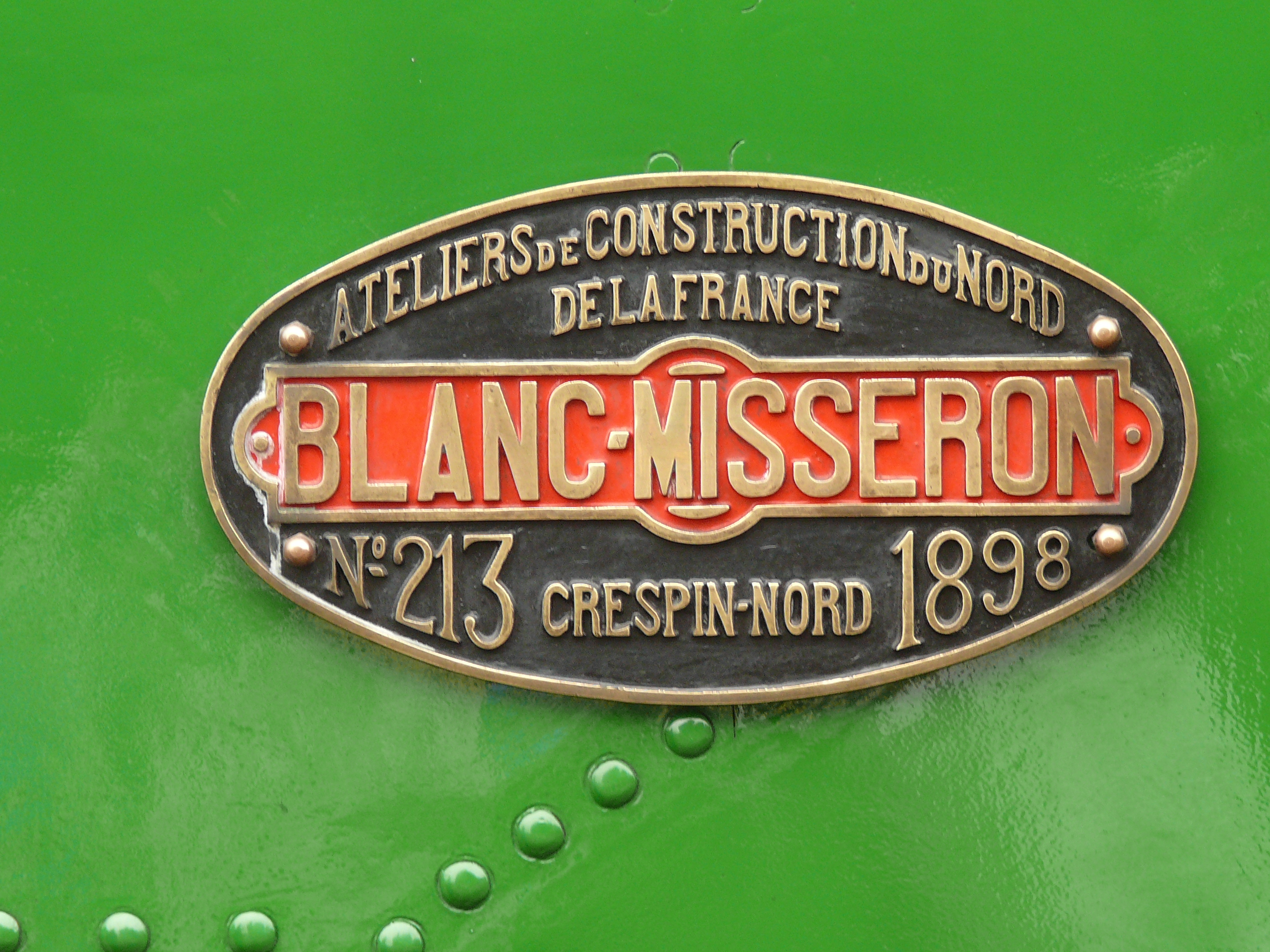
Naamplaatje op locomotief

In 1842 werd de spoorlijn Bergen - Valenciennes geopend, die via Blanc-Misseron Frankrijk verliet. Langs de lijn werd het station Blanc-Misseron geopend, op het grondgebied van Crespin. Op het eind van de 19de eeuw vestigden verschillende bedrijven zich in Blanc-Misseron. Onder meer ANF produceerde hier rijdend spoorwegmaterieel, dat de naam "Blanc-Misseron" meekreeg.
Het dorp Quiévrechain groeide verder en strekte zich vooral noordwaarts uit, richting Blanc-Misseron. Toen de Église Saint-Martin in het dorpscentrum te klein werd, werd in Blanc-Misseron van 1892 tot 1894 een tweede kerk opgetrekken, de Église du Sacré-Cœur.

## Bezienswaardigheden
- De Église du Sacré-Cœur

## Verkeer en vervoer
- Het station Blanc-Misseron ligt langs de voormalige spoorlijn Bergen - Valenciennes